# Adalbert II de Sarrebruck
Adalbert II de Sarrebruck (mort le 17 juillet 1141 à Erfurt), de la famille des comtes du Saargau, fut archevêque de Mayence de 1138 à 1141.
Fils du comte Frédéric de Sarrebruck, il était aussi le neveu d'Adalbert Ier de Sarrebruck, son prédécesseur au trône épiscopal de Mayence.
Adalbert II fréquenta les séminaires de Mayence, de Hildesheim, puis les écoles de Paris, Reims et Montpellier. Ses liens de parentés avec l'archevêque Adalbert Ier favorisèrent sa carrière : il fut très jeune avoué de Mayence (églises Saint-Pierre et Saint-Étienne) ainsi que d'Erfurt (église Sainte-Marie).
Lors de la vacance du trône épiscopal de Mayence, le prétendant Conrad de Hohenstaufen fut élu Roi des Romains. Or Adalbert II, élu en 1138, était plutôt un prélat d'obédience guelfe, et donc un opposant pour la couronne impériale : il redoutait en effet les prétentions des Hohenstaufen sur ses terres d'Erfurt et de Thuringe. Cet archevêque n'eut toutefois guère le temps d'imposer de réforme : après moins de trois ans de règne, il mourut à Erfurt. Son corps fut rapporté à Mayence.